# Бао
Бао е настолна игра за двама души. Популярна е в Танзания и е една от най-сложните манкала игри.

## Подготовка за игра
| 2 | 2 | 2 | 2 | 2 | 2 | 2 | 2 |
| 2 | 2 | 2 | 2 | 2 | 2 | 2 | 2 |
|   |   |   |   |   |   |   |   |
| 2 | 2 | 2 | 2 | 2 | 2 | 2 | 2 |
| 2 | 2 | 2 | 2 | 2 | 2 | 2 | 2 |

Начална позиция
- дъска с 8×4 „гнезда“, разделена на 2 части. Всеки играч играе в собствената половина на дъската (2 реда по 8 „гнезда“).
- 64 „зърна“ (традиционно, играта се играе с бобени зърна). „Зърната“ не се различават и не са притежание на конкретен играч. Всеки играч може да използва „зърната“, намиращи се в неговата територия.

В началото на играта във всяко „гнездо“ се поставят по 2 „зърна“. Чрез жребии се определя кой ще играе пръв.

## Цел
Победител е играчът, пленил всички „зърна“ от първия ред на противника или в случай, че противникът му няма възможен ход.

Играта не предполага равен резултат, въпреки че теоретично може да се стигне до безкрайна, циклична последователност от ходове. Обикновено на състезания играчите имат 3 минути да завършат хода си. Играта се анулира, ако играч не успее да завърши хода си за това време.

## Правила
Пример: Бао
| 4 | 3 | 5 | 4 | 5 | 6 | 3  | 2 |
|   |   |   | 4 |   |   |    | 2 |
|   |   |   |   |   |   |    |   |
| 2 | 2 |   | 2 | 2 |   | 2  | 1 |
|   |   | 8 | 1 | 2 |   | 2h | 2 |

Играчът започва от маркираното „гнездо“ в посока обратна на часовниковата стрелка.
| 4 | 3 | 5 | 4 | 5 | 6 | 3 | 2  |
|   |   |   | 4 |   |   |   | 2h |
|   |   |   |   |   |   |   |    |
| 2 | 2 |   | 2 | 2 |   | 2 | 2h |
|   |   | 8 | 1 | 2 |   |   | 3  |

Последното „зърно“ попада в маркираното „гнездо“ на 2-ри ред. Пленява 2 противникови „зърна“ и продължава в същата посока.
| 4 | 3 | 5 | 4  | 5 | 6 | 3 | 2 |
|   |   |   | 4h |   |   |   |   |
|   |   |   |    |   |   |   |   |
| 2 | 2 |   | 3h | 3 | 1 | 3 |   |
|   |   | 8 | 1  | 2 |   |   | 3 |

Последното „зърно“ попада в маркираното „гнездо“ на 2-ри ред. Пленява 4-те противникови „зърна“ и печели играта.
- Играчът започва хода си, като взима всички „зърна“ от произволно „гнездо“ (намиращо се в неговата половина на дъската), съдържащо поне 2 „зърна“.
- Взетите зърна се разпределят по едно във всяко следващо „гнездо“, в посока избрана от него (по часовниковата стрелка или обратна).
- Ако последното „зърно“ попадне в „гнездо“, съдържащо 1 или повече „зърна“, то играчът взима всички „зърна“ от това „гнездо“ и продължава да ги разпределя в същата посока. Това се нарича „скитане“ (или „странстване“).
- Ако последното „зърно“ попадне в непразно „гнездо“ от предния ред и срещуположното „гнездо“ на противника не е празно, то играчът взима всички „зърна“ от двете „гнезда“ и продължава да ги разпределя в същата посока. Това се нарича „изяждане“ (или „пленяване“).
- Ако последното „зърно“ попадне в празно „гнездо“, то ходът е завършил и играчът отива да „спи“. Играта продължава другия играч.

Всеки играч се намира в едно от трите възможни състояния: странства, храни се или спи.

## Варианти
Най-известните варианти са „Бао“ (игра с прости правила, описани в тази статия) и „Бао Занзибар“ (игра с доста сложни правила, по които се провеждат световни турнири).